# Al-Fajruzijja
Al-Fajruzijja (arab. الفيرزية) – wieś w Syrii, w muhafazie Aleppo. W 2004 roku liczyła 88 mieszkańców.